# Caiapônia (kommun)
Caiapônia är en kommun i Brasilien.   Den ligger i delstaten Goiás, i den centrala delen av landet, 400 km väster om huvudstaden Brasília. Antalet invånare är 16 734.
Följande samhällen finns i Caiapônia:
- Caiapônia

Omgivningarna runt Caiapônia är huvudsakligen savann. Trakten runt Caiapônia är nära nog obefolkad, med mindre än två invånare per kvadratkilometer.